# Райчихинская ГРЭС
Райчихинская ГРЭС — тепловая электростанция в посёлке Прогресс Амурской области. Входит в состав «Дальневосточной генерирующей компании» (входит в группу «РусГидро»), филиал «Амурская генерация».

## Конструкция станции
Райчихинская ГРЭС представляет собой тепловую паротурбинную электростанцию с комбинированной выработкой электроэнергии и тепла. Установленная мощность электростанции — 83 МВт, тепловая мощность — 173,1 Гкал/час. Станция работает по конденсационному графику с попутной выработкой тепла. Проектное и фактическое топливо — бурый уголь Райчихинского месторождения. Конструктивная схема — с поперечными связями по основным потокам воды и пара.
Основное оборудование станции работает на давлении пара 90 кгс/см² и включает в себя
- Турбоагрегат № 6 мощностью 50 МВт, в составе турбины К-50-90-3 и генератора ТВ-60-2, введен в эксплуатацию в 1965 году;
- Турбоагрегат № 7 мощностью 33 МВт, в составе турбины П-33/50-90/8 и генератора ТВ-60-2, введен в эксплуатацию в 1966 году.

Пар для турбоагрегатов вырабатывают четыре котла БКЗ-220-100Ф.
Система технического водоснабжения — оборотная с водохранилищем-охладителем, расположенным на реке Кивда. Помимо выработки электроэнергии, Райчихинская ГРЭС обеспечивает теплоснабжение п. Прогресс (теплоснабжение производится только в холодное время года, в летний период отпуск тепла отсутствует). Электроэнергия выдаётся в энергосистему с открытых распределительных устройств (ОРУ) напряжением 110 кв и 220 кВ, а также с закрытого распределительного устройства (ЗРУ) напряжением 35 кВ по следующим линиям электропередачи:
- ВЛ 220 кВ Райчихинская ГРЭС — Завитая, 2 цепи;
- ВЛ 220 кВ Райчихинская ГРЭС — Архара, 2 цени;
- ВЛ 110 кВ Райчихинская ГРЭС — Бурейск, 2 цепи;
- ВЛ 110 кВ Райчихинская ГРЭС — Бурея-тяга;
- ВЛ 110 кВ Райчихинская ГРЭС — Михайловка;
- ВЛ 35 кВ Райчихинская ГРЭС — Широкий;
- ВЛ 35 кВ Райчихинская ГРЭС — Н.Райчихинск;
- ВЛ 35 кВ Райчихинская ГРЭС — А;
- ВЛ 35 кВ Райчихинская ГРЭС — Усть-Кивда;
- ВЛ 35 кВ Райчихинская ГРЭС — Прогресс;
- ВЛ 35 кВ Райчихинская ГРЭС — Малиновка.

## История строительства и эксплуатации
Райчихинская ГРЭС является старейшей электростанцией Амурской области, её проект был разработан ещё в конце 1940-х годов, согласно ему мощность станции должна была составить 75 МВт. Строительство станции (под названием Райчихинская ТЭЦ) было начато в 1951 году, первый турбоагрегат был принят в эксплуатацию 24 декабря 1953 года. В 1963 году строительство первой очереди станции было завершено, её мощность достигла 68,5 МВт. В 1960 году, в связи с ростом энергопотребления, было принято решение о строительстве второй очереди Райчихинской ТЭЦ в составе двух турбоагрегатов мощностью по 50 МВт и одного мощностью 100 МВт. Новые турбоагрегаты были введены в эксплуатацию в 1965—1968 годах. В 1969 году Райчихинская ТЭЦ была переименована в Райчихинскую ГРЭС. С 1990-х годов, в связи со снижением энергопотребления и неэффективностью эксплуатации устаревшего оборудования, мощность станции снизилась за счёт вывода из эксплуатации части турбоагрегатов первой очереди. В 2009 году самый мощный турбоагрегат станции мощностью 100 МВт был демонтирован с целью установки на Партизанской ГРЭС. По состоянию на конец 2018 года, за время эксплуатации Райчихинская ГРЭС выработала более 45 млрд кВт.ч электроэнергии. В 2020 году на станции было выведено из эксплуатации оборудование первой очереди среднего давления (турбоагрегат № 4 мощностью 12 МВт, в составе турбины К-12-29 и генератора Т2-12-2, введён в эксплуатацию в 1961 году и турбоагрегат № 5 мощностью 7 МВт, в составе турбины Р-7-29/7,0 и генератора Т2-12-2, введён в эксплуатацию в 1956 году, а также два котла ЦКТИ-75-39Ф), мощность станции снизилась с 102 МВт до 83 МВт. До 2007 года Райчихинская ГРЭС входила в энергосистему ОАО «Хабаровскэнерго», в настоящее время является структурным подразделением филиала «Амурская генерация» АО «ДГК».